# Stop Online Piracy Act
Lo Stop Online Piracy Act (SOPA), anche chiamato H.R. 3261, è una proposta di legge presentata il 26 ottobre 2011 alla Camera dei rappresentanti statunitense dal deputato repubblicano Lamar S. Smith, rappresentante del Distretto 21 del Texas, e da un gruppo di 12 sostenitori.

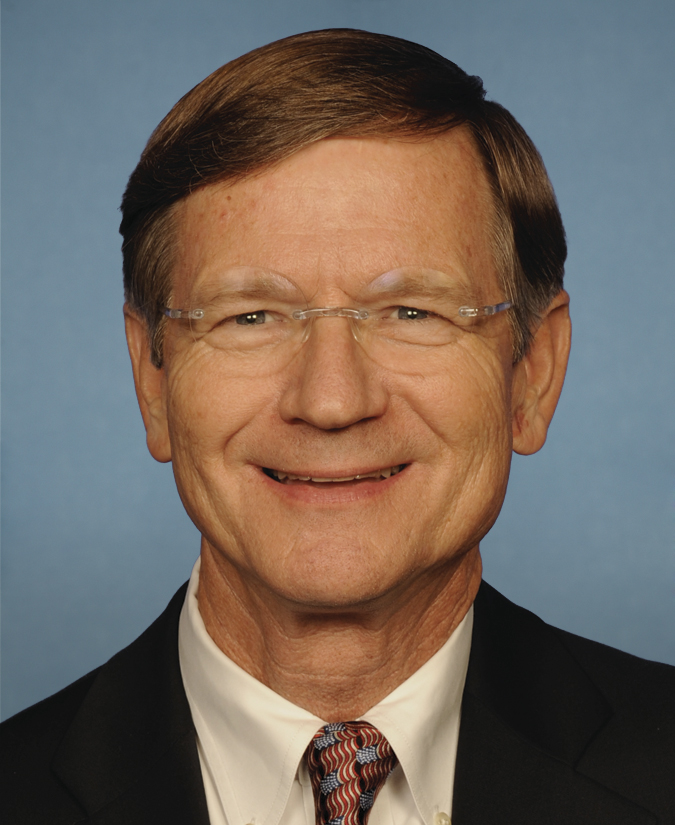
Lamar S. Smith, il deputato che ha sviluppato il disegno di legge H.R. 3261

La legge, qualora fosse stata approvata nella stesura proposta, avrebbe permesso ai titolari di copyright statunitensi di agire direttamente per impedire la diffusione di contenuti protetti.
La legge avrebbe permesso inoltre al Dipartimento di giustizia e ai titolari di copyright di procedere legalmente contro i siti web accusati di diffondere o facilitare le infrazioni del diritto d'autore. A seconda del richiedente, le sanzioni avrebbero potuto includere il divieto ai network pubblicitari o ai siti di gestione dei pagamenti (come, ad esempio, Paypal) d'intrattenere rapporti d'affari con il sito accusato delle infrazioni, il divieto ai motori di ricerca di mantenere attivi collegamenti verso il sito in questione e la richiesta agli Internet service provider di bloccare l'accesso al sito web.

## Ratio della norma e motivi dell'opposizione
I sostenitori del disegno di legge dicevano che questo proteggerebbe il mercato della proprietà intellettuale e industriale, l'occupazione e il reddito; sostenevano inoltre che sarebbe necessario rafforzare l'applicazione delle leggi sul copyright in particolare contro i siti web stranieri.
Gli oppositori del provvedimento sostenevano che lo stesso violerebbe i diritti del Primo emendamento, che sarebbe stata la censura di Internet, che avrebbe potuto paralizzare Internet, e che rischierebbe di minacciare la libertà di parola e di denuncia degli illeciti.

## Contenuto della proposta legislativa
Il progetto di legge avrebbe autorizzato il Dipartimento di Giustizia americano a richiedere l'emissione di ordinanze del tribunale contro i siti web che fossero fuori dalla giurisdizione degli Stati Uniti ed accusati di violare i diritti d'autore, o di rendere possibile o comunque facilitare attività di violazione del copyright.
Dopo la notifica dell'ordinanza del tribunale, il procuratore generale USA avrebbe potuto vietare ad ISP (Internet service provider), a circuiti pubblicitari come Google ed a fornitori di servizi di pagamento come PayPal o Visa, che avessero sede in America o comunque ricadessero in quella giurisdizione, o per quanto vi ricadessero, di fare affari con i siti che violano il diritto penale federale della proprietà intellettuale, adottando "misure tecnicamente possibili e ragionevoli" per impedire l'accesso al sito accusato di violazione. Il modo più rapido (ma molto invasivo) per farlo sarebbe stato applicare il cosiddetto filtraggio dei DNS. Il procuratore generale avrebbe potuto anche vietare ai motori di ricerca la visualizzazione dei collegamenti ai siti.
Il disegno di legge stabiliva anche un processo in due fasi per i titolari di diritti di proprietà intellettuale, al fine di garantire loro ristoro per i danni eventualmente arrecati da un sito dedicato alla violazione. Il titolare dei diritti deve prima informare, per iscritto, i servizi di pagamento ed i circuiti pubblicitari di cui si serve il sito; questi, a loro volta, dovevano poi inoltrare la notifica e sospendere i servizi di quel sito, a meno che il sito non fornisse una sorta di contro-notifica per spiegare perché non fosse in violazione. Il titolare dei diritti poteva poi citare in giudizio il gestore del sito per alcune misure cautelative (contro di lui) se venisse fornita una simile contro-notifica oppure se i servizi di pagamento o i circuiti pubblicitari non avessero applicato la sospensione del servizio in assenza di una contro-notifica.
Il provvedimento prevedeva l'immunità dalla responsabilità per servizi di pagamento e circuiti pubblicitari che si conformino a questa legge o che intraprendessero un'azione volontaria per recidere i loro legami con tali siti. Ogni detentore di copyright che consapevolmente avesse calunniato un sito web, accusandolo falsamente di essere dedicato alla violazione di copyright, sarebbe stato responsabile per i danni.
La seconda sezione della bozza normativa aumentava le pene per lo streaming video e per la vendita di farmaci contraffatti, materiale militare o beni di consumo. Il disegno di legge avrebbe reso reato lo streaming non autorizzato di contenuti protetti da copyright.

## Critiche
Furono molte le critiche mosse al SOPA; tra le principali:
- il SOPA prevedeva una causa legale per un singolo contenuto in violazione di copyright, mentre il DMCA (Digital Millennium Copyright Act, cioè la legge attualmente in vigore negli USA) prevede una semplice diffida da parte del detentore dei diritti; il prezzo con il SOPA sarebbe stato l'oscuramento del sito, con il DMCA è la rimozione del solo contenuto caricato illegalmente;
- il SOPA rendeva perseguibile il sito che ha reso possibile o facilitato la pubblicazione del contenuto in violazione, pertanto costituiva un pericolo per i siti che permettono agli utenti di caricare contenuti: i siti a contenuto aperto, i social network, i blog, ecc.; invece con il DMCA la responsabilità del reato ricade sul singolo utente che ha caricato il contenuto;
- le spese legali avrebbero costituito un notevole deterrente e un serio pericolo per i siti non-profit o low-budget;
- si sarebbe potuta prestare facilmente ad un uso strumentale da parte dei detentori di diritti per mettere in ginocchio determinati siti, in quanto questi ultimi avrebbero dovuto sostenere le spese legali anche se le accuse di violazione di copyright si fossero rivelate false;
- avrebbe reso illegali anche strumenti informatici che non hanno nulla a che fare con le violazioni di copyright: Virtual Private Networks, proxy, software per l'anonimato; strumenti indispensabili per gli amministratori di sistemi informatici, attivisti per i diritti umani, e dissidenti politici in tutto il mondo.

Il General Counsel della Wikimedia Foundation Geoff Brigham riteneva che il SOPA fosse una seria minaccia per la libertà di espressione in Internet.
Creative Commons riteneva che questo disegno di legge "vaporizzerebbe l'accessibilità a grandi serbatoi di cultura libera", aumentando il costo e il rischio da sostenere sia da parte di siti gestiti da singoli, come i blog, sia per i progetti a contenuto aperto, come Wikipedia, Flickr, YouTube.
La Electronic Frontier Foundation definiva il SOPA come "Disastrous IP legislation" e riteneva che questo disegno di legge avrebbe minacciato la sopravvivenza del software open source, in quanto per sua natura sviluppato con una struttura decentralizzata, da utenti volontari appartenenti a tutto il mondo:
- sarebbe stato necessario trovare volontari disposti ad agire in base alle ingiunzioni del tribunale, in quanto questa azione sarebbe percepita come una censura e contraria al senso stesso dell'open source;
- sarebbe stato impraticabile o impossibile controllare un vasto repository di software su base volontaria;
- attuare le imposizioni del tribunale avrebbe potuto costituire una violazione della General Public License, in quanto colui che distribuisce il software non può imporre ulteriori restrizioni sui diritti [già] garantiti dalla GPL.[12]

La stessa EFF riteneva che la terminologia usata nel SOPA sia un chiaro riferimento a Mozilla, che produce il noto browser Firefox, e che aveva rifiutato all'inizio del 2011 di rimuovere l'estensione Mafiaafire dal suo sito, la quale reindirizza in automatico verso i siti .com e .net che sono stati oscurati a causa di questioni legali dovute al copyright, sostenendo che nessuna corte avesse mai stabilito che l'estensione Mafiaafire sia in qualche modo illecita o illegale.
La norma "riguarderebbe il blocco IP. Penso che contempli l'ispezione approfondita dei pacchetti", ha dichiarato Markham Erikson, capo della NetCoalition, un gruppo che include Google, Yahoo e eBay. Un collaboratore del relatore Lamar Smith ha sostenuto che sarebbe il giudice a decidere che tipo di blocco ordinare. Cary Sherman, presidente e CEO della RIAA (Associazione Americana dell'Industria Discografica) ha scritto in un editoriale, ospitato da CNET, che la proposta di legge sarebbe rivolta "solo al sottodominio o indirizzo di protocollo Internet illegale, piuttosto che ad agire contro l'intero dominio."
Gli statunitensi possono semplicemente passare a provider DNS "offshore", come CloudFloor, che offrono collegamenti criptati, ha detto David Ulevitch, il capo di OpenDNS per San Francisco; secondo Ulevitch gli imprenditori degli Stati Uniti potrebbero anche spostarsi direttamente offshore. "Siamo in grado di riorganizzarci come una società delle Isole Cayman, e di offrire lo stesso servizio senza essere più una società statunitense".
Edward Black, presidente e CEO di Computer and Communications Industry Association, ha scritto su Huffington Post che "Ironia della sorte, [la norma] potrebbe fare poco per fermare i veri siti pirata, che potrebbero semplicemente riapparire qualche ora dopo con un nome diverso, se i loro indirizzi web numerici non sono noti anche prima. Chiunque conosca o abbia quell'indirizzo web sarebbe ancora in grado di raggiungere il sito pirata".

### Critiche sugli aspetti tecnici
Altre critiche riguardavano anche il filtraggio DNS, applicato da parte delle autorità degli Stati Uniti sui server statunitensi, previsto dal disegno di legge. I server DNS traducono il nome di un sito web nel corrispondente indirizzo IP, svolgendo per Internet un ruolo analogo a quello dell'elenco telefonico. Il disegno di legge proposto inizialmente prevedeva che l'oscuramento fosse realizzato imponendo a questi server di non instradare le richieste agli indirizzi IP dei siti oscurati; successivamente, questo meccanismo venne reso facoltativo piuttosto che obbligatorio, tuttavia era fortemente incoraggiato.

Tra le altre critiche inerenti al rapporto tra SOPA e DNS:
- costituiva un precedente per future influenze arbitrarie da parte dei governi riguardo l'oscuramento di siti Internet;
- minava la stabilità e la struttura stessa di Internet, che è stato progettato in modo che tutti i server DNS mantengano una stessa lista di indirizzi: frammentare il sistema DNS vuol dire frammentare Internet (contro la stessa politica statunitense di avere un unico Internet globale);
- Il SOPA ostacolava l'implementazione del DNSSEC, che mira a tutelare la sicurezza degli utenti di Internet. Infatti, Il DNSSEC è stato progettato per essere robusto contro i fallimenti nelle comunicazioni di rete: se un browser non riceve risposta da un server DNS statunitense, chiederà l'accesso ad altri server DNS, finché non riceve una risposta. Questo meccanismo garantisce la sicurezza dell'utente durante la navigazione in Internet, perché consente la trasmissione dei certificati che garantiscono l'autenticità del sito visitato, così da prevenire l'esposizione a siti fake. Tuttavia, è lo stesso meccanismo che entra in gioco se l'utente visita il link di un sito oscurato; per il browser è impossibile distinguere tra i due casi. Nel secondo caso, poiché i server statunitensi negano l'accesso al sito, e il browser riceve risposta da un server esterno agli USA, il suo può essere considerato come un tentativo di aggirare il limite imposto dal SOPA, e quindi è perseguibile secondo il disegno di legge. Le aziende produttrici di browser avrebbero visto il proprio prodotto rimosso dal mercato non appena l'Attorney General degli Stati Uniti avesse rilevato che il browser implementa questo meccanismo.[16]

## Sostenitori e oppositori
Presentata dal repubblicano Lamar S. Smith, la proposta di legge ha raccolto, al 15 gennaio 2012, 32 sostenitori alla Camera dei rappresentanti (16 repubblicani e 16 democratici).
La capogruppo democratica alla Camera, Nancy Pelosi, aveva espresso contrarietà alla legge, così come anche il candidato alle primarie repubblicane Ron Paul, che aveva aderito all'appello lanciato da 9 deputati democratici al resto dei rappresentanti, i quali avevano dichiarato che la legge "potrebbe causare danni seri e a lungo termine per il settore tecnologico, uno dei pochi punti luminosi nella nostra economia" e provocherebbe "un'esplosione di cause legali e contenziosi ammazza-innovazione".
Tra gli oppositori alla proposta si trovavano anche Amazon, Microsoft, Google, Yahoo!, Facebook, Twitter, AOL, LinkedIn, la Blender Foundation, eBay, la Mozilla Foundation, la Wikimedia Foundation, la Free Software Foundation di Richard Stallman, la Creative Commons, Spartz Media e varie organizzazioni per i diritti umani come Reporter Senza Frontiere, l'Electronic Frontier Foundation, l'American Civil Liberties Union, Avaaz.org e Human Rights Watch. Contrario anche il gruppo Mojang sviluppatore del gioco Sandbox Minecraft; con un'apparizione nel menù di gioco delle frasi "SOPA = BAD" e "SOPA means loser in Swedish!" (SOPA vuol dire perdente in svedese!) e con testimonianze di Markus Perrson, alias Notch, al tempo direttore dell'azienda. Ovviamente era contrario anche il gruppo di hacker Anonymous.